# Čermany
Čermany jsou obec na Slovensku, v okrese Topoľčany v Nitranském kraji. Žije v nich 366 obyvatel.

## Historie
První písemná zmínka o Čermanech pochází z roku 1257 a vesnice je v ní uvedena pod názvem Chermen. V roce 1264 byly uváděny jako Chermel, v roce 1285 jako Chermen, roku 1330 jako Churmen a v roce 1808 jako Cžermany. Maďarský název je Csermed.  V 13. století byla obec v majetku rodu Diviacků a dalších rodů. Od roku 1858 území bylo osídleno Němci z Hannoverského a Oldenburského vévodství. V roce 1860 žilo v obci 285 Němců, v roce 1880 měli v majetku 475 ha půdy. Až do roku 1945 tvořili jednu třetinu obyvatel obce a vlastnili 90 % půdy. Před rokem 1945 většina Němců byla evakuována do Čech, po válce se usídlili v zahraničí.

## Přírodní poměry
Obec leží ve střední části Nitranské pahorkatiny a protéká jí Perkovský potok. Nadmořská výška území se pohybuje v rozmezí 163 až 253 metrů, střed obce je ve výšce 190 m. Území je tvořeno třetihorními jíly, které jsou kryté spraší, zbytky lesů tvoří buky a habry, půdním typem je hnědozem. V katastrálním území obce leží přírodní památka Čermiansky močiar.

## Farnost
Římskokatolická farnost Čermany patří pod děkanát Radošina nitranské diecéze. Byla založena v roce 1294. V 16. století nastoupil protestantizmus. Až po rekatolizaci byla v 18. století opět katolická. Od roku 1729 byla zavedena matrika.
V obci je farní kostel Narození Panny Marie. Pod farnost od roku 1927 spadala farnost Horné Obdokovce, které se osamostatnily, do roku 1993 byla filiální i pro obec Hruboňovo. Od roku 2005 spadá pod farnost kaple svatého Michala v části obce Hruboňovo-Výčapky.